# الدين البهائي واللغة المساعدة
من ضمن التعاليم التي جاء بها بهاءالله، مؤسس الديانة البهائية، أن العالم يجب أن يتبنى لغة مساعدة دولية، يستخدمها الناس بالإضافة إلى لغتهم الأم. ويهدف هذا التعليم إلى تحسين التواصل وتعزيز الوحدة بين الشعوب والأمم. ومع ذلك، تنص التعاليم البهائية على أن اللغة المساعدة الدولية لا ينبغي أن تقمع اللغات الطبيعية الموجودة، وأن مفهوم الوحدة في التنوع يجب أن يطبق للحفاظ على التمييزات الثقافية. يمثل مبدأ البهائية في اللغة المساعدة الدولية (IAL) نموذجًا لإقامة علاقاتٍ سلميةٍ ومتبادلةٍ بين مجتمعات الكلام الأساسية في العالم - مع حمايتها من الضغوط اللغوية غير المبررة من مجتمعٍ/مجتمعات الكلام المهيمنة.
بهاء الله
الحمد لله الذي اخترع لغة الإسبرانتو، فهي تتمتع بكل مقومات النجاح لتصبح وسيلة اتصال دولية. وعلينا جميعًا أن نكون شاكرين له على هذا الجهد النبيل، فقد خدم إخوانه بهذه الطريقة خير خدمة. وبفضل الجهد الدؤوب والتضحية بالنفس من جانب أتباعها، ستصبح الإسبرانتو لغة عالمية. لذا، يجب على كل واحد منا دراسة هذه اللغة ونشرها على أوسع نطاق . - عبد البهاء ، في: د. جون إيسلمونت ، بهاء الله والعصر الجديد ، ص 182 (طبعة 2006). " لذلك أرجو أن تبذلوا أقصى جهد ممكن لنشر هذه اللغة الإسبرانتو على نطاق واسع ." - عبد البهاء في باريس، فرنسا، في: بهاء الله والعصر الجديد، ص 183.

 " يعتبر البهائيون دراسة هذه اللغة [الإسبرانتو] واجبًا عليهم، وستكون واجبًا دينيًا عليهم ." - عبد البهاء، في: أعظم أداة .
" لقد شجعت البهائيين في جميع أنحاء أمريكا على دراسة لغة الإسبرانتو، وسأسعى جاهدًا في نشرها وترويجها قدر استطاعتي ." عبد البهاء في "نجم الغرب"، 1912

 كما لاحظ مارك فيرنون في عمله العلماني الشهير " قاموس تشامبرز للمعتقدات والأديان" الروابط بين الديانة البهائية والإسبرانتو والاسبرانتو . 

## التعاليم
تعاليم الدين البهائي تركز بشكلٍ كبيرٍ على وحدة الإنسانية في البهائية، وترى أن تحسين التواصل بين شعوب العالم يعد جزءًا أساسيًا من تحقيق الوحدة والسلام. كما تعتبر أن التعدد الحالي للغات يشكّل عائقًا كبيرًا أمام هذه الوحدة، إذ يؤدي إلى تعطيل التدفق الحرّ للمعلومات ويصعّب على الفرد العادي تكوين رؤية شاملة للأحداث العالمية.
يُعد مبدأ اختيار وتأسيس لغة مساعدة دولية من المبادئ الأساسية للدين البهائي. وقد كتب بهاءالله، مؤسس الدين البهائي، في لوحي الإشراقات والمقصود أن غياب لغةٍ مشتركةٍ يشكّل عائقًا كبيرًا أمام وحدة العالم، لأن ضعف التواصل بين شعوب اللغات المختلفة يقوّض الجهود المبذولة لتحقيق السلام العالمي بسبب سوء الفهم. وحثّ البشرية على اختيار لغةٍ مساعدةٍ تُدرَّس في المدارس إلى جانب اللغة الأم، ليتسنى للناس فهم بعضهم البعض. وأكّد أن غياب لغةٍ مساعدةٍ سيحول دون تحقيق الوحدة الكاملة بين مختلف أجزاء العالم. كما وصفعبد البهاء، نجل مؤسس الدين، تعزيز مبدأ اللغة المساعدة الدولية بأنه "أول خدمةٍ لعالم الإنسان"، واعتبر تحقيقه "أعظم إنجازٍ في العصر الحالي في جلب الربح والمتعة للبشرية".
مع ذلك، أكد بهاءالله أن اللغة المساعدة لا يجب أن تقمع اللغات الطبيعية القائمة، وأن مفهوم الوحدة في التنوع يجب أن يشمل اللغات أيضًا. وتوضّح التعاليم البهائية أن التنوع الثقافي يتوافق مع الوحدة، وأن تحقيق الوحدة يتطلب احتضان هذا التنوع، نظرًا لغنى البشرية بالثقافات المختلفة حول العالم. وتشير التعاليم إلى أن وجود لغةٍ مساعدةٍ دوليةٍ سيسهم في تخفيف الضغط الناتج عن التوسع الطبيعي للغات الأغلبية، مما يساعد على الحفاظ على لغات الأقليات، حيث سيحتفظ كل فردٍ بلغته الأم، وبالتالي بثقافة مجتمعه.

## اختيار اللغة
لم يحدد الأدب البهائي، ولا أي من السلطات البهائية المختلفة، اللغة التي ينبغي استخدامها كلغةٍ مساعدةٍ عالميةٍ. وتوضّح الكتابات البهائية أنه يمكن اختيار أي لغةٍ طبيعيةٍ أو مصطنعةٍ، وأنه لا ينبغي بالضرورة اعتماد اللغة السائدة في ذلك الوقت كلغةٍ مساعدةٍ بشكلٍ تلقائيٍ. وتشير الكتابات إلى أن اختيار أو اختراع اللغة المساعدة يجب أن يتم من قبل برلمانات العالم وحكامه، مما يضع هذا القرار في يد مخططي اللغة. وذكر بهاءالله أن "لغة عالمية سوف يتم اختراعها أو اختيارها من بين اللغات الموجودة: "يتعين على جميع الأمم أن تعيّن بعض الرجال من أصحاب الفهم والمعرفة ليعقدوا اجتماعًا، ومن خلال التشاور المشترك يختاروا لغة واحدة من بين اللغات الموجودة، أو يبتكروا لغة جديدة، لتُدرّس للأطفال في جميع مدارس العالم." أدلى العديد من القادة البهائيين بتعليقاتٍ مختلفةٍ بشأن بعض اللغات وصفاتها. وقد أشار عبدالبهاء وشوقي أفندي أحيانًا إلى أن اللغة المساعدة المحتملة ينبغي أن تكون بسيطةً وسهلة التعلم. كما أشاد عبدالبهاء بمبادئ لغة الإسبرانتو، وهي لغةٌ مصطنعةٌ، وكانت هناك علاقةٌ وثيقةٌ بين البهائيين والإسبرانتو خلال أواخر القرن التاسع عشر وأوائل القرن العشرين. وعلى الرغم من أن عبدالبهاء شجّع الناس على تعلم الإسبرانتو، إلا أنه لم يصرّح بأنها يجب أن تكون اللغة المساعدة.

في 12 شباط 1913م، ألقى عبدالبهاء محاضرةً في جمعية باريس للإسبرانتو.
والحمد لله أن الدكتور زامنهوف هو من اخترع لغة الإسبرانتو، فهي تمتلك جميع الصفات التي تؤهلها لتكون وسيلة اتصال دولية. يجب علينا جميعًا أن نكون ممتنين له لهذا الجهد النبيل، لأنه بذلك قد خدم الإنسانية بشكل عظيم. وبفضل الجهود المستمرة والتضحية من أتباع هذه اللغة، ستصبح الإسبرانتو لغة عالمية. لذا، يجب على كل منا أن يدرس هذه اللغة ويعمل على نشرها قدر الإمكان، حتى تكتسب المزيد من الاعتراف يومًا بعد يوم، وتقبلها جميع الأمم والحكومات حول العالم، وتصبح جزءًا من المناهج الدراسية في كل المدارس العامة.
آمل أن يتم اعتماد الإسبرانتو كلغة رسمية لجميع المؤتمرات والاجتماعات الدولية في المستقبل، بحيث يحتاج كل شخص لتعلم لغتين فقط: لغته الأم واللغة الدولية. بذلك سيتم إنشاء اتحاد كامل بين شعوب العالم. فكروا في مدى صعوبة التواصل بين الدول اليوم، ففي حال درس شخص خمسين لغة، قد يسافر عبر بلد ما دون أن يعرف لغته. لذلك، آمل أن تبذلوا كل ما في وسعكم لنشر لغة الإسبرانتو على نطاق واسع.
كما أكّد كلٌ من شوقي أفندي وبيت العدل الأعظم، الهيئة الحاكمة للبهائيين، على عدم وجود تأييدٍ رسميٍ من البهائيين للغة الإسبرانتو كلغةٍ مساعدةٍ دوليةٍ. اليوم، يوجد مجتمعٌ نشطٌ من البهائيين الذين يستخدمون الإسبرانتو؛ فقد تأسست رابطة البهائيين الإسبرانتو في عام 1973م، وكانت ليديا زامنهوف، ابنة مبتكر الإسبرانتو إل إل زامنهوف، بهائية. يشير إحسان يارشاتر، المحرر المؤسسلموسوعة إيرانيكا، إلى أنه تعلم الإسبرانتو عندما كان طفلاً في إيران، وأنه عندما كانت والدته تزور حيفا في رحلة حج بهائية، كتب لها رسالةً باللغة الفارسية بالإضافة إلى الإسبرانتو. بناءً على طلب عبدالبهاء، أصبحت آغنيس بالدوين ألكسندر من أوائل المؤيدين للإسبرانتو واستخدمتها لنشر التعاليم البهائية في الاجتماعات والمؤتمرات في اليابان. وكان جيمس فرديناند مورتون الابن، أحد الأعضاء الأوائل في الديانة البهائية في منطقة بوسطن الكبرى، نائب رئيس رابطة الإسبرانتو لأمريكا الشمالية.
إن اختيار لغة موجودة أو إنشاء لغة جديدة لكل منهما مزايا. اختيار لغة موجودة يتيح جزءًا من سكان العالم تعلمها بالفعل، بينما يُفترض أن يكون استخدام لغة مخترعة ذا ميزة الحياد العاطفي.

## اللغة الأم والوحدة في التنوع
إن التعاليم البهائية بشأن اللغة الدولية المساعدة لا تشكل تهديدًا للغات أو الثقافات الحية، فهي لا تدعو إلى التوحيد الثقافي. بدلاً من ذلك، تقدر التعاليم البهائية التنوع الثقافي وتشجعه، من خلال التأكيد على ضرورة وجود وحدةٍ في التنوع. يشير مصطلح "مساعد" في الكتب البهائية إلى أن اللغة الدولية ستُدرس بالإضافة إلى اللغات الأم، وأنها ستكون ثانويةً بالنسبة لتلك اللغات. وبما أن اللغة المساعدة مخصصةٌ للتواصل بين المجتمعات المختلفة، فهي منفصلةٌ وظيفيًا عن اللغة الأساسية. على الرغم من أنها ثانويةٌ بالنسبة للغة الأساسية في ثقافة الفرد، إلا أنها تؤسس لاتصال موثوقٍ بين أعضاء المجتمعات الناطقة بلغاتٍ مختلفةٍ.
ترى التعاليم البهائية أن أعضاء المجموعات الأقلية هم أعضاءٌ كاملون في المجتمع الأوسع، وبالتالي يرون الحاجة إلى حقوقٍ ثقافيةٍ فريدةٍ. اللغة مرتبطةٌ ارتباطًا وثيقًا بالثقافة. في الأدب البهائي، تُوصف لغة الأم بأنها "أعمق سمةٍ من سمات الشعب"، و"ثوب روح الشعب"، و"الهواء الأصلي الذي نحتاجه للعيش والموت، والذي يحيط بنا من المهد إلى اللحد، والذي يظل ملكنا الأكثر شخصية". في حين أن التغيير الثقافي واللغوي أمرٌ طبيعيٌ ومن المتوقع مع تزايد الوحدة العالمية، فإن الانقراض السريع للغات والثقافات غير المهيمنة أمرٌ غير مرغوبٍ فيه. وبما أن التعاليم البهائية حول وحدة البشرية تؤكد على قيمة التنوع والوحدة بمعنى الانسجام وليس التشابه البسيط، يمكن اعتبار الحقوق الثقافية للأقليات مسألة عدالةٍ ثقافيةٍ، وحقوق اللغة جزءًا من تلك الحقوق الثقافية.

## الملاحظات
1. ↑  For an annotated compilation of excerpts from the Baháʼí writings regarding the principle of International or Universal Auxiliary Language, see Meyjes (2015)
2. 1 2  Meyjes 2015.
3. ↑  Meyjes 2015، صفحة 15.
4. 1 2 3 4  Meyjes 2006، صفحة 27.
5. 1 2 3 4 5  Hatcher & Martin 1998، صفحات 96–97.
6. ↑  Baháʼuʼlláh 1994، صفحة 127.
7. ↑  Baháʼuʼlláh 1994، صفحات 165–166.
8. ↑  Stockman 2000، صفحة 9.
9. ↑  Esslemont 1980، صفحة 164.
10. ↑  Meyjes 2006، صفحة 29.
11. 1 2  Meyjes 2006، صفحة 31.
12. 1 2  Smith 2008.
13. 1 2 3  Meyjes 2006، صفحة 30.
14. 1 2 3  Smith، Peter (2000). "Esperanto". A concise encyclopedia of the Baháʼí Faith. Oxford: Oneworld Publications. ص. 134–135. ISBN:1-85168-184-1.
15. ↑  Esslemont 1980، صفحة 165.
16. ↑  "Interview with Professor Ehsan Yarshater, the Founder and Editor of Encyclopedia Iranica". Payvand News. 25 مارس 2016. مؤرشف من الأصل في 2023-04-04. اطلع عليه بتاريخ 2017-05-22.
17. ↑  Katz، Esther (1999). "Morton, Jr., James Ferdinand (1870–1941)". The Margaret Sanger Papers Electronic Edition: Margaret Sanger and The Woman Rebel, 1914–1916. Model Editions Partnership. مؤرشف من الأصل في 2017-10-11. اطلع عليه بتاريخ 2017-06-06.
18. ↑  Meyjes 2006، صفحة 28.

## قراءات إضافية
- Compilation from the Baháʼí Writings by the المركز البهائي العالمي (1979). The Principle of an International Auxiliary Language. Baháʼí Library Online. مؤرشف من الأصل في 2025-03-29.
- Compilation from the Baháʼí Writings (2008). Adoption of a Universal Language. Baháʼí Library Online. مؤرشف من الأصل في 2025-03-31.
- ʻAbdu'l-Bahá (1911). ʻAbdu'l-Bahá in London. London, UK: Baháʼí Publishing Trust: 1982. ISBN:0-900125-50-0. مؤرشف من الأصل في 2025-01-03.
- ʻAbdu'l-Bahá (1918). ʻAbdu'l-Bahá on Divine Philosophy. Boston, USA: Tudor Press.
- ʻAbdu'l-Bahá (1912). Paris Talks (ط. Hardcover). Baháʼí Distribution Service: 1995. ISBN:1-870989-57-0. مؤرشف من الأصل في 2025-03-27.
- ʻAbdu'l-Bahá (1912). The Promulgation of Universal Peace (ط. Hardcover). Wilmette, Illinois, USA: Baháʼí Publishing Trust: 1982. ISBN:0-87743-172-8. مؤرشف من الأصل في 2025-01-25.
- ʻAbdu'l-Bahá (1909). Tablets of Abdul-Baha Abbas. Chicago, USA: Baháʼí Publishing Committee. مؤرشف من الأصل في 2024-05-21.
- Alexander, Antony and Robert Craig (1996). Lango: Language Organization. Baháʼí Library Online. مؤرشف من الأصل في 2024-12-13.
- Zarqáni, Mírzá Mahmúd-i- (1998) [1913]. Mahmúd's Diary: Chronicling ʻAbdu'l-Bahá's Journey to America. Oxford, UK: George Ronald. ISBN:0-85398-418-2. مؤرشف من الأصل في 2025-01-21 – عبر Baháʼí Library Online.